# Episodi di Avatar - La leggenda di Aang (seconda stagione)

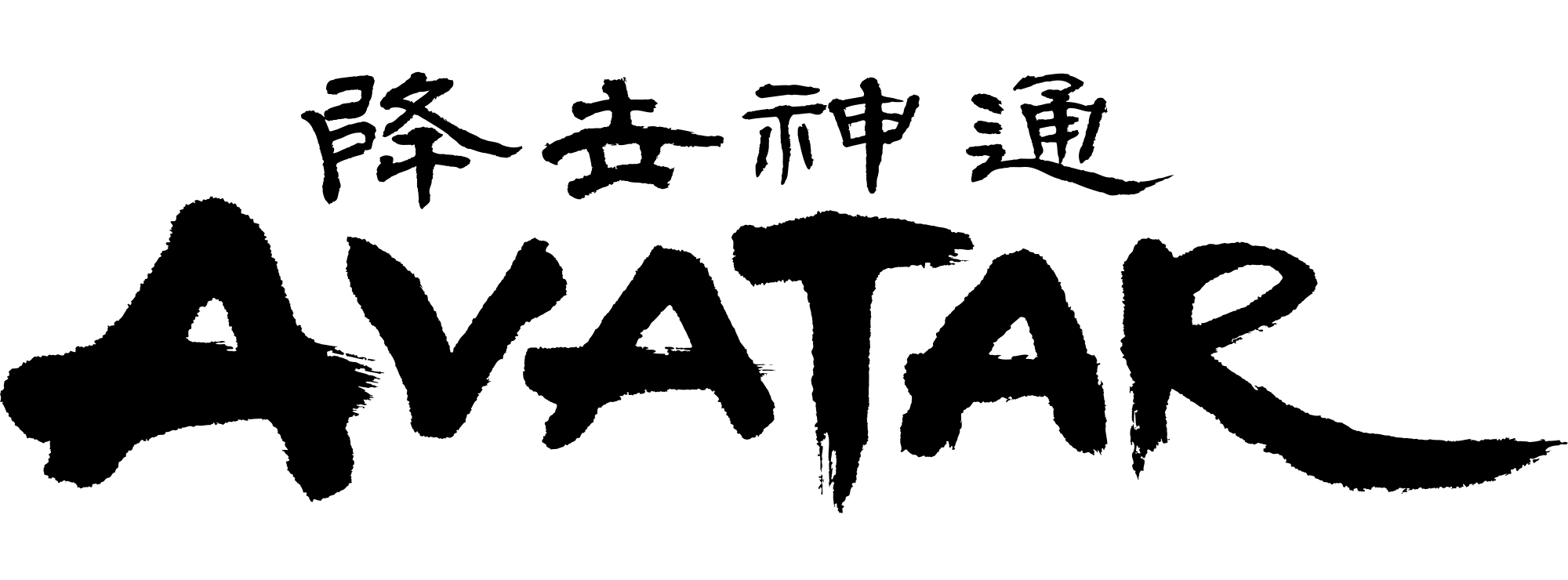
Logo della serie

La seconda stagione della serie televisiva a cartoni animati Avatar - La leggenda di Aang (Avatar: The Last Airbender), nota anche come Libro secondo: Terra (Book Two: Earth), è composta da 20 episodi ed è stata trasmessa dal 17 marzo 2006 al 1º dicembre 2006.
La seconda stagione ha vinto numerosi premi, tra cui il premio "Migliore animazione dei personaggi in una produzione televisiva" ai 34° Annie Awards e "Eccezionale risultato individuale nell'animazione" agli Emmy Awards 2007.
| nº | Titolo originale                                                                                     | Titolo italiano                                              | Prima TV USA      | Prima TV Italia |
| -- | --- | ------------------------------------------------------------ | ----------------- | --------------- |
| 1  | The Avatar State                                                                                     | Potenza e vulnerabilità                                      | 17 marzo 2006     |                 |
| 2  | The Cave of Two Lovers                                                                               | La grotta dei due amanti                                     | 24 marzo 2006     |                 |
| 3  | Return to Omashu                                                                                     | Ritorno ad Omashu                                            | 7 aprile 2006     |                 |
| 4  | The Swamp                                                                                            | La palude                                                    | 14 aprile 2006    |                 |
| 5  | Avatar Day                                                                                           | La giornata dell'Avatar                                      | 28 aprile 2006    |                 |
| 6  | The Blind Bandit                                                                                     | La bandita cieca                                             | 5 maggio 2006     |                 |
| 7  | Zuko Alone                                                                                           | Il viaggio di Zuko                                           | 12 maggio 2006    |                 |
| 8  | The Chase                                                                                            | L'inseguimento                                               | 26 maggio 2006    |                 |
| 9  | Bitter Work                                                                                          | Il dominio della terra                                       | 2 giugno 2006     |                 |
| 10 | The Library                                                                                          | Lo spirito della conoscenza                                  | 14 luglio 2006    |                 |
| 11 | The Desert                                                                                           | Il deserto                                                   | 14 luglio 2006    |                 |
| 12 | The Serpent's Pass elencato anche come The Secret of the Fire Nation (Part One) - The Serpent's Pass | Viaggio a Ba Sing Se (prima parte) - Il passo del serpente   | 15 settembre 2006 |                 |
| 13 | The Drill elencato anche come The Secret of the Fire Nation (Part Two) - The Drill                   | Viaggio a Ba Sing Se (seconda parte) - La macchina infernale | 15 settembre 2006 |                 |
| 14 | City of Walls and Secrets                                                                            | La città dei segreti                                         | 22 settembre 2006 |                 |
| 15 | The Tales of Ba Sing Se                                                                              | I racconti di Ba Sing Se                                     | 29 settembre 2006 |                 |
| 16 | Appa's Lost Days                                                                                     | Appa                                                         | 13 ottobre 2006   |                 |
| 17 | Lake Laogai                                                                                          | Il lago Laogai                                               | 3 novembre 2006   |                 |
| 18 | The Earth King                                                                                       | Il Re della Terra                                            | 17 novembre 2006  |                 |
| 19 | The Guru                                                                                             | Il guru                                                      | 1º dicembre 2006  |                 |
| 20 | The Crossroads of Destiny                                                                            | Il Regno della Terra è sconfitto                             | 1º dicembre 2006  |                 |

## Potenza e vulnerabilità
- Titolo originale: The Avatar State
- Diretto da: Giancarlo Volpe
- Scritto da: Aaron Ehasz, Elizabeth Welch Ehasz, Tim Hedrick, John O'Bryan

### Trama
Aang e i suoi amici riposano in un avamposto del Regno della Terra dopo il loro viaggio dal Polo Nord; devono essere scortati a Omashu, dove Aang intende trovare il re Bumi che dovrà insegnarli il dominio della Terra. Ma il Generale Fong, ispirato dalle azioni di Aang durante l'Assedio del Polo Nord da parte della Nazione del Fuoco, suggerisce che Aang sconfigga il Signore del Fuoco e ponga immediatamente fine alla guerra innescando lo Stato Avatar. Nel frattempo, Zuko e Iroh sono visitati dalla sorella di Zuko, Azula, che è venuta a portare un messaggio del Signore del Fuoco, chiedendo il loro ritorno a casa. Dopo molti tentativi falliti, il generale Fong riesce finalmente a scatenare lo Stato di Avatar fingendo la morte di Katara. Aang quasi distrugge la base con rabbia, ma Roku rivela che se Aang venisse ucciso nel suo Stato di Avatar, il ciclo di reincarnazione si spezzerebbe e l'Avatar cesserebbe di esistere. Il gruppo decide di andare da solo a Omashu, mentre Iroh accompagna malvolentieri Zuko alla nave di Azula dove una guardia del fuoco rivela per errore che la presenza di Azula è solo un piano per imprigionare Zuko e Iroh; zio e nipote riescono a fuggire ma sono costretti a diventare dei fuggitivi a causa delle azioni di Iroh nel salvare lo Spirito lunare al Polo Nord, visto come un tradimento dalla Nazione del Fuoco, e l'incapacità di Zuko di catturare l'Avatar lo ha reso un bersaglio.

## La grotta dei due amanti
- Titolo originale: The Cave of Two Lovers
- Diretto da: Lauren MacMullan
- Scritto da: Joshua Hamilton

### Trama
Mentre sono sulla strada per Omashu, Aang e il gruppo incontrano un gruppo di spensierati bardi in viaggio, che li conducono attraverso un vasto tunnel noto come la Grotta dei Due Amanti. Zuko e Iroh sono accolti dai gentili abitanti di un villaggio dopo che Iroh ha accidentalmente bevuto tè fatto di una pianta velenosa. Song, una giovane e compassionevole guaritrice, mostra a Zuko gli effetti della guerra dalla prospettiva di un normale cittadino. Intanto il gruppo dell'Avatar si divide nella grotta a causa di un crollo: Aang e Katara scoprono la tomba dei due amanti, e con essa le origini della grotta e del dominio della Terra. Dopo che la loro torcia si spegne, i due sfruttano luci fluorescenti nel soffitto e riescono a scappare. Il gruppo dei bardi e del fratello di Katara, invece, riescono ad uscire facendo amicizia con delle talpe giganti. Salutati i bardi, il gruppo arriva a Omashu, che scoprono essere sotto il controllo della Nazione del Fuoco.

## Ritorno ad Omashu
- Titolo originale: Return to Omashu
- Diretto da: Ethan Spaulding
- Scritto da: Elizabeth Welch Ehasz

### Trama
Aang e gli amici entrano di nascosto e sono quasi catturati, ma Sokka simula una malattia mortale (pentapolipite) per spaventare le guardie. Il gruppo incontra un movimento di resistenza e aiuta l'intera popolazione della città a fuggire fingendo un'epidemia. A causa di alcune coincidenze, il figlio neonato del nuovo Governatore di Omashu, Tom-Tom, segue i cittadini fuori dalle mura; il Governatore crede che sia stato rapito dalla resistenza per fare in modo che venga riconsegnato in cambio di Re Bumi, e organizza così uno scambio. Aang tenta di scambiarlo, ma la principessa Azula interrompe la trattativa, aiutata dalle sue amiche Mai e Ty Lee, due abili guerriere recentemente reclutate. Aang riesce a salvare Bumi dopo un combattimento con Azula, ma Bumi si lascia riconquistare, dicendo che il momento giusto per la sua fuga non è arrivato e che aspetterà un po' più a lungo prima di liberarsi, in modo da sorprendere la Nazione del Fuoco. Prima di riconsegnarsi al nemico, Bumi dice ad Aang di trovare un insegnante del dominio della Terra che "sappia aspettare e ascoltare prima di colpire". Prima di lasciare Omashu, Aang riporta Tom-Tom alla sua famiglia, ancora in pensiero per la sua scomparsa.

## La palude
- Titolo originale: The Swamp
- Diretto da: Giancarlo Volpe
- Scritto da: Tim Hedrick

### Trama
Durante il volo, Aang è attratto da una misteriosa palude, dichiarando che c'è qualcosa che lo sta chiamando. Una volta dentro, a causa della palude stessa, i tre vengono completamente separati e cominciano a vedere delle illusioni: Sokka vede la principessa Yue, Katara sua madre morta e Aang una ragazza misteriosa accompagnata da un cinghiale volante. Una volta riuniti, vengono attaccati da un mostro composto solo da liane della palude, che si rivela in realtà essere un uomo di una tribù dell'acqua piovana che usa l'umidità all'interno delle piante della palude per manipolarle e nascondere la sua identità; questi spiega al gruppo che tutti gli esseri sono connessi, poiché la palude è un singolo grande albero e che le visioni rappresentano persone che hanno incontrato, hanno perso o desiderano ardentemente incontrare in quanto sentono la loro mancanza. Intanto, disgustato dal dover vivere da mendicante, Zuko indossa ancora una volta la maschera dello Spirito Blu.

## La giornata dell'Avatar
- Titolo originale: Avatar Day
- Diretto da: Lauren MacMullan
- Scritto da: John O'Bryan

### Trama
Aang e gli amici finiscono in una città che celebra una festività chiamata "la Giornata dell'Avatar", nella quale però vengono bruciate delle enormi statue raffiguranti gli Avatar Roku, Aang e Kyoshi. Gli abitanti del villaggio incolpano quest'ultima, una delle precedenti incarnazioni di Aang nel Ciclo dell'Avatar, per aver ucciso il loro capo, Chin il Grande. Aang rivela la sua identità e viene arrestato e processato per i presunti crimini di Kyoshi. Durante il processo Aang tenta invano di creare una difesa, fino a quando, travestito da Kyoshi, non si trasforma in Kyoshi stessa raccontando gli eventi che portarono alla morte di Chin il Grande, un conquistatore tirannico che ordinò a Kyoshi di arrendersi e di sottomettersi a lui, e che morì da una caduta quando si rifiutò di allontanarsi da una voragine che Kyoshi formò per proteggere il suo popolo. Durante il processo, il gruppo dei Rough Rhinos attaccano il villaggio; Aang li respinge, riuscendo così ad essere graziato, tanto che la città cambia la celebrazione anti-Avatar in una celebrazione pro-Avatar, chiamando il giorno "La Giornata di quando l'Avatar non è finito bollito vivo", pena con la quale Aang sarebbe dovuto morire. Zuko si traveste intanto da Spirito Blu per rubare viveri per sé e per suo zio; essendo Iroh scontento di quello che sta facendo il nipote, questi decide di lasciarlo per capire chi vuole essere.

## La bandita cieca
- Titolo originale: The Blind Bandit
- Diretto da: Ethan Spaulding
- Scritto da: Michael Dante DiMartino

### Trama
Durante la ricerca di un insegnante del dominio della Terra, il Team Avatar assiste al torneo di Xin Fu, dove partecipa tra gli altri una bambina cieca di nome Toph, che Aang riconosce come la ragazza dalla sua visione nella palude degli spiriti: poiché Toph usa le vibrazioni prodotte dal movimento per percepire l'ambiente circostante e la posizione degli avversari intorno a lei, permettendole di lanciare efficaci contrattacchi, ella combacia perfettamente con la descrizione di Bumi riguardo al futuro istruttore del dominio della Terra di Aang, ovvero qualcuno che "sappia ascoltare e aspettare prima di attaccare". Ma Toph non può diventare l'insegnante di Aang a causa dei suoi genitori ricchi e iperprotettivi, che tentano di tenerla lontana da ogni pericolo e di farla diventare una figlia obbediente che si conforma ai ruoli sociali attesi di una giovane donna dell'aristocrazia, nonostante il fatto che Toph sia per natura dura, sarcastica e intenzionalmente non raffinata. Durante il torneo, Xin Fu offre una sacca con 1000 monete d'oro a chi riesca a sconfiggere la bandita cieca; Aang la batte, usando però il dominio dell'Aria. Pensando di essere stato ingannato, e che Toph abbia perso di proposito per spartirsi l'oro con Aang, Xin Fu li rapisce entrambi; alla consegna del riscatto, viene però liberata solo Toph, perché nel frattempo Xin Fu ha scoperto che Aang è in realtà l'Avatar, e ha intenzione di consegnarlo alla Nazione del Fuoco. Katara prega a Toph di aiutarli, in quanto lei è l'unica in grado di salvare Aang. Nonostante suo padre continui a dire che sia impossibile per sua figlia aiutarli in quanto è cieca e indifesa, Toph rivela il suo potere sconfiggendo la banda di Fu, ma i suoi genitori diventano ancora più restrittivi, quindi la ragazza scappa da casa e si unisce ad Aang, mentendo sul fatto che suo padre abbia cambiato idea sul lasciarla viaggiare. I genitori di Toph, credendo che Aang l'abbia rapita, promettono a Xin Fu e Master Yu una cassa d'oro se riusciranno a riportarla indietro.

## Il viaggio di Zuko
- Titolo originale: Zuko Alone
- Diretto da: Lauren MacMullan
- Scritto da: Elizabeth Welch Ehasz

### Trama
Dopo aver lasciato suo zio, Zuko continua il suo viaggio in una città del Regno della Terra dove fa amicizia con un giovane ragazzo di nome Lee. Zuko ricorda la sua infanzia, compreso il comportamento psicopatico di Azula e la sua stessa perseveranza. Alla fine ricorda le ultime parole di sua madre, l'annuncio della morte di suo nonno e la scomparsa improvvisa della madre. Mentre Zuko difende la famiglia dagli abusivi soldati del Regno della Terra, rivela la sua identità come il Principe del Fuoco alla fine della battaglia, e viene così respinto dal ragazzo, dalla sua famiglia e dagli abitanti della città.

## L'inseguimento
- Titolo originale: The Chase
- Diretto da: Giancarlo Volpe
- Scritto da: Joshua Hamilton

### Trama
Aang e i suoi amici sono inseguiti costantemente da una macchina misteriosa, che impossibilita ogni sosta del gruppo, rendendo tutti irritabili e causa una lite tra Katara e Toph: la prima incolpa l'altra per non aiutare il gruppo a montare l'accampamento, mentre Toph incolpa Appa per l'inseguimento a causa della perdita del suo pelo e Aang incolpa Toph per essere distaccata e per affermare di arrangiarsi da sola, ma di non farlo mai. Quando però Toph lascia il gruppo, esso si rende conto che Appa sta davvero perdendo il pelo. Aang prende un po' della pelliccia di Appa per fungere da esca per attirare i loro inseguitori, mentre Sokka e Katara cercano Toph. Quest'ultima incontra Iroh, che le fa capire che ha bisogno degli altri tanto quanto loro hanno bisogno di lei e la convince a tornare indietro. Intanto Sokka e Katara vengono attaccate da Mai e Ty Lee, che, a causa della stanchezza, riescono momentaneamente ad avere la meglio su di loro, prima di essere sbaragliate dalla coda di Appa. Intanto Aang si confronta con Azula e con Zuko; i suoi amici, raggiunti congiuntamente da Iroh, arrivano a prendere Azula insieme, ma questa ferisce Iroh con un attacco a sorpresa e ne approfitta per scappare.

## Il dominio della terra
- Titolo originale: Bitter Work
- Diretto da: Ethan Spaulding
- Scritto da: Aaron Ehasz

### Trama
Aang inizia finalmente il suo allenamento per l'addestramento nel dominio della Terra con Toph, ma incontra non poca difficoltà: gli Avatar tendono ad avere più difficoltà nell'apprendimento di alcuni elementi rispetto ad altri, e la Terra è l'opposto naturale dell'aria; questo è un riflesso della loro personalità, e l'inclinazione di Aang a sfuggire alle minacce e alle sfide lo mette in una posizione di svantaggio contro il dominio della Terra, che richiede una forma di forza di volontà più diretta e risoluta. Nel mentre, Zuko cerca di imparare il fulmine, una forma avanzata di dominio del Fuoco già imparata dal padre e dalla sorella, ma la sua rabbia gli impedisce di avere la fredda precisione e la calma necessaria a produrlo; Iroh decide un altro approccio, e condivide con Zuko la sua convinzione che la saggezza provenga da molte fonti: descrive i punti di forza relativi di ciascuno dei quattro elementi, e le nazioni associate a loro, e consiglia a Zuko di comprendere gli altri elementi e gli altri modi di vita in modo da ottenere un tutt'uno (quello che alla fine deve fare l'Avatar). Iroh insegna poi a Zuko l'arte del reindirizzamento dei fulmini, una tecnica di dominio del Fuoco che egli stesso ha creato studiando il dominio dell’Acqua. Aang trova Sokka attaccato da un leone delle alci e lo salva fermando saldamente il terreno come farebbe un Dominatore della Terra. Vedendo come è riuscito ad affrontare una bestia inferocita e (cosa più importante) la stessa Toph, quest'ultima gli dice di provare di nuovo il dominio della Terra, e Aang ci riprova e stavolta ci riesce.

## Lo spirito della conoscenza
- Titolo originale: The Library
- Diretto da: Giancarlo Volpe
- Scritto da: John O'Bryan

### Trama
Sokka decide che il gruppo ha bisogno di intelligenza per sconfiggere il Signore del Fuoco. In un'oasi, il gruppo incontra un professore che parla di una biblioteca spirituale nascosta nel deserto. Il gruppo viaggia in profondità in un deserto massiccio e ostile e alla fine trova un'entrata nella biblioteca, ma Toph, infastidita dalla sabbia, perché in parte disturba la sua capacità di percepire l'ambiente circostante con la sua flessione, e dal fatto che non può leggere libri essendo cieca, si rifiuta di discendere con gli altri e rimane fuori con Appa. All'interno, Sokka scopre una debolezza cruciale per la Nazione del Fuoco che potrebbe porre fine alla guerra: la data dell'eclissi solare che impedirà temporaneamente la curvatura della Nazione del Fuoco di estinguersi per la sua durata. Lo spirito della biblioteca, Wan Shi Tong, rifiuta di permettere loro di partire con la conoscenza e affonda la biblioteca nella sabbia. Toph cerca di fermare l'affondamento e riesce quantomeno a salvare i suoi compagni, ma un gruppo di dominatori della Sabbia ne approfitta per rapire Appa, la cui scomparsa demoralizza il gruppo.

## Il deserto
- Titolo originale: The Desert
- Diretto da: Lauren MacMullan
- Scritto da: Tim Hedrick

### Trama
Bloccati nel deserto, senza sufficienti provviste e con Appa assente, i quattro eroi riescono a rintracciare i dominatori della sabbia che hanno rubato Appa e apprendono che è stato scambiato con un mercante e probabilmente si trova a Ba Sing Se, l'imponente capitale del Regno della Terra. Sentendo che ad Appa era stata messa una museruola, Aang si arrabbia così tanto da entrare nello Stato di Avatar, per essere alla fine calmato da Katara. Iroh e Zuko, anche loro in viaggio, sono visti e riconosciuti dagli stessi mercenari che stanno cercando Toph, e i cacciatori di taglie pianificano di catturali, dato che sono preziosi prigionieri sia nel Regno della Terra sia nella Nazione del Fuoco. In un bar Iroh rivela una misteriosa associazione con una qualche forma di società segreta, quando usa una tessera del Loto Bianco come apertura in una partita di Pai Sho, il suo gioco preferito. La mossa funziona come una sorta di messaggio per il suo avversario, che quindi aiuta a proteggere Iroh e Zuko dalle ricerche dei due uomini ingaggiati dal padre di Toph e dalla Nazione del Fuoco.

## Viaggio a Ba Sing Se (prima parte) - Il passo del serpente
- Titolo originale: The Serpent's Pass (elencato anche come The Secret of the Fire Nation (Part One) - The Serpent's Pass)
- Diretto da: Ethan Spaulding
- Scritto da: Michael Dante DiMartino, Joshua Hamilton

### Trama
Dopo aver lasciato il deserto, il gruppo incontra fortuitamente Suki e le guerriere Kyoshi (vedendole per la prima volta senza trucco e le loro divise). Dopo aver sentito che una famiglia era stata derubata dei loro passaporti, i quattro decidono di tentare di condurla attraverso il Passo del serpente, una strada estremamente pericolosa, con Suki che decide di unirsi a loro. Nel mezzo del cammino vengono attaccati da un gigantesco serpente di mare, ma lo respingono e riescono a passare. Nel frattempo, Zuko e Iroh, assumendo identità come rifugiati del Regno della Terra, sono anche loro sulla strada per iniziare una nuova vita nella capitale del Regno della Terra, e incontrano Jet e alcuni dei suoi Combattenti per la Libertà, con i quali Zuko inizia a fare amicizia. Il gruppo finalmente arriva a Ba Sing Se, ma scopre che la Nazione del Fuoco sta inviando una gigantesca trivella per penetrare le titaniche mura più esterne della capitale, che hanno protetto le persone all'interno, compresa la leadership del Regno della Terra, da più di un secolo di assalto dalla Nazione del Fuoco.

## Viaggio a Ba Sing Se (seconda parte) - La macchina infernale
- Titolo originale: The Drill (elencato anche come The Secret of the Fire Nation (Part Two) - The Drill)
- Diretto da: Giancarlo Volpe
- Scritto da: Michael Dante DiMartino, Bryan Konietzko

### Trama
Dopo aver attraversato con successo il Passo del Serpente, Aang è determinato ad andare a Ba Sing Se, dove spera di trovare il suo bisonte volante perduto, Appa. Scopre però che una trivella della Nazione del Fuoco comandata da Azula è diretta verso Ba Sing Se, con l'intenzione di penetrare il muro. Combattendo contro Azula, Mai, Ty Lee e il contingente di soldati della Nazione del Fuoco, Aang e il gruppo riescono a fermare e distruggere la trivella dall'interno. Nel frattempo, Jet vuole reclutare Zuko per i suoi Combattenti per la Libertà, ma poi scopre che Zuko e Iroh sono dei dominatori del Fuoco dopo aver visto che Iroh ha usato il suo dominio per scaldare una tazza di tè.

## La città dei segreti
- Titolo originale: City of Walls and Secrets
- Diretto da: Lauren MacMullan
- Scritto da: Tim Hedrick

### Trama
Aang e il resto del gruppo arrivano a Ba Sing Se, determinati a trovare Appa e informare il Re della Terra sulle imminenti opportunità che l'eclissi solare fornirà loro per colpire la Nazione del Fuoco, ma scoprono presto che i protocolli e la burocrazia della corte reale e dell'aristocrazia che circondano il Re della Terra li tengono perennemente in stallo dal prendere contatto con lui. A loro viene assegnata un'intermediaria, una giovane donna spiacevolmente allegra di nome Joo Dee, che indirettamente rende loro chiaro che ogni menzione della guerra è proibita all'interno delle mura della città, una delle molte regole inquietanti che iniziano ad incontrare e che vengono applicate dal Dai Li, la polizia segreta di Ba Sing Se, e dal loro leader corrotto, Long Feng, che sembra sapere qualcosa su Appa. Altrove, Jet cerca ripetutamente di raccogliere prove che Zuko e Iroh siano dei dominatori del fuoco, fallendo nel suo intento, e i suoi alleati nei Combattenti per la libertà iniziano a credere che stia perdendo i suoi nervi d'acciaio. Il suo ultimo tentativo, sfidare Zuko in uno scontro con la spada, termina con il suo stesso arresto e con il lavaggio del cervello da parte del Dai Li, che lo porta a credere che non ci sia alcuna guerra in città.
- Note: Questo episodio è stato candidato agli Emmy Primetime come "Eccezionale programma animato (programmato per durare meno di un'ora)".

## I racconti di Ba Sing Se
- Titolo originale: The Tales of Ba Sing Se
- Diretto da: Ethan Spaulding
- Scritto da: Joann Estoesta, Lisa Wahlander (The Tale of Toph and Katara), Andrew Huebner (The Tale of Iroh), Gary Scheppke (The Tale of Aang), Lauren MacMullan (The Tale of Sokka), Katie Mattila (The Tale of Zuko), Justin Ridge, Giancarlo Volpe (The Tale of Zuko)

### Trama
L'episodio è un insieme di storie brevi su ciascuna delle avventure dei protagonisti di Ba Sing Se, che offre uno spaccato delle loro personalità e delle loro vite private.
- In The Tale of Toph and Katara (I racconti di Toph e Katara), Katara e Toph hanno una giornata dedicata alle ragazze nel centro della città, che le aiuta a legare di più.
- In The Tale of Iroh (I racconti di Iroh), Iroh interagisce e fornisce piccole gentilezze a varie persone impoverite nella città esterna, prima di avventurarsi fuori dalla città per trovare un posto in cui celebrare il compleanno di suo figlio, Lu-Ten, il quale è stato ucciso nel assedio di Ba Sing Se molti anni prima. Inginocchiandosi davanti a un ritratto di suo figlio, Iroh canta in lacrime Leaves from the Vine, una canzone popolare su un giovane soldato che torna a casa.
- The Tale of Aang (I racconti di Aang) vede Aang aiutare un guardiano dello zoo a costruire un nuovo zoo.
- Nella storia The Tale of Sokka (I racconti di Sokka), Sokka finisce accidentalmente in un club di poesie per sole ragazze.
- In The Tale of Zuko (I racconti di Zuko), Zuko esce per un appuntamento con una ragazza di nome Jin.
- In The Tale of Momo (I racconti di Momo), Momo cerca Appa per tutta Ba Sing Se, riuscendo solo a trovare una sua impronta.
- Note: L'episodio è dedicato a Mako, doppiatore di Iroh scomparso nel luglio 2006.

## Appa
- Titolo originale: Appa's Lost Days
- Diretto da: Giancarlo Volpe
- Scritto da: Elizabeth Welch Ehasz

### Trama
Questo episodio racconta la storia delle difficoltà di Appa dopo essere stato rapito molti episodi precedenti. Dopo essere stato rapito, Appa viene venduto al circo gestito da cittadini della Nazione del Fuoco dove l'allenatore del circo lo maltratta in ogni modo, ma alla fine riesce a scappare con l'aiuto di un ragazzino. In seguito, entra controvoglia in combattimento con un cinghiale-porcospino e vince pur rimanendo gravemente ferito. Per fortuna, Suki e le guerriere Kyoshi incontrano Appa e lo aiutano a riprendersi dalle sue ferite, ma le guerriere vengono attaccate da Azula e la sua squadra, non lontano da Ba Sing Se; Appa è dunque costretto a fuggire dalla battaglia, e, completamente scoraggiato, confuso e desideroso di vedere Aang, torna nella sua casa d'infanzia presso Tempio dell'Aria dell'Est, dove scopre che un misterioso guru ha preso dimora tra le rovine. Il guru percepisce il terribile fardello di Appa, lo riporta in salute e gli comunica la posizione di Aang; prima di lasciarlo andare, il guru gli lega al corno un messaggio per Aang. Il bisonte arriva a Ba Sing Se, ma cade vittima di un'imboscata e viene catturato da Long Feng.
- Note: Questo episodio ha vinto un premio agli Humane Society per la rappresentazione sul maltrattamento degli animali.

## Il lago Laogai
- Titolo originale: Lake Laogai
- Diretto da: Lauren MacMullan
- Scritto da: Tim Hedrick

### Trama
Stanchi delle regole della città e dell'ostruzione del Dai Li, il gruppo decide di eludere i loro vincoli per trovare Appa; incontrano Fiuta api e Lanciolungo, che li conducono dal loro capo Jet, il quale però è stato sottoposto al lavaggio del cervello dal Dai Li. Viaggiando fino ad una struttura situata sotto Lago Laogai, nella speranza di trovare Appa, trovano invece Long Feng e il Dai Li ad aspettarli. Altrove, Zuko scopre che Aang è in città e si traveste da Spirito blu per trovarlo, e crede di aver centrato una strategia vincente quando scopre Appa incarcerato. Tuttavia, con l'incoraggiamento da parte di suo zio, Zuko decide di liberare il bisonte volante e abbandona l'alter-ego dello Spirito blu per sempre. Dopo un'intensa battaglia tra il Team Avatar e il Dai Li in superficie, durante il quale Jet viene ucciso da Long Feng, Aang, Sokka, Katara, Toph, Momo e Appa sono finalmente riuniti.

## Il Re della Terra
- Titolo originale: The Earth King
- Diretto da: Ethan Spaulding
- Scritto da: John O'Bryan

### Trama
Il gruppo irrompe nel palazzo del Re della Terra Kuei per avvertirlo della guerra, avendo scoperto che anche il re è tenuto all'oscuro degli eventi e del tentativo di invasione della Nazione del Fuoco del Regno della Terra. La squadra alla fine convincerà il re mostrandogli la trivella distrutta della Nazione del Fuoco, facendo arrestare Long Feng per tradimento. Nel frattempo, Zuko contrae una malattia che Iroh crede sia una manifestazione del profondo conflitto interiore all'interno del nipote, mentre tenta di cimentarsi con il divario tra il suo sé interiore e la sua immagine di ciò che pensa sia richiesto da lui come principe della Nazione del Fuoco. Altrove, Azula e le sue amiche si infiltrano nella città, travestite da guerriere Kyoshi.

## Il guru
- Titolo originale: The Guru
- Diretto da: Giancarlo Volpe
- Scritto da: Michael Dante Di Martino, Bryan Konietzko

### Trama
Dopo che il Team Avatar riceve le lettere che sono state confiscate da Long Feng, Sokka viene portato da Aang da suo padre, Katara rimane con il Re della Terra, e Aang viaggia nel Tempio dell'Aria Orientale e incontra il Guru Pathik, che lo istruisce a dominare lo Stato Avatar attraverso lo sblocco dei chakra, per avvicinarlo all'illuminazione spirituale e permettergli di entrare una forma controllata dello stato a volontà. Toph viene catturata da Xin Fu e dal Maestro Yu, che tentano di riportarla dai suoi genitori e la chiudono in un recinto di ferro per negare il suo dominio della Terra, ma Toph si rende quasi subito conto che il metallo, in realtà rifinita più e più volte, presenta delle piccole impurità al suo interno, che possono essere usate per manipolarlo; Toph riesce così a evadere, creando così il nuovo dominio del metallo come tecnica speciale del dominio della Terra, e getta nel contenitore Xin Fu e Yu. Azula convince Long Feng a un accordo che comporta lo scambio di Aang per l'assistenza nel riconquistare il controllo dei Dai Li e consolidare il loro potere sul trono del Regno della Terra, che fungerà quindi da governo delegato per il Regno del Fuoco. Nel tempio dell'Aria, Aang apre lentamente tutti i chakra, ma il settimo e ultimo richiede la rinuncia a tutti gli attaccamenti terreni, il più significativo dei quali è ora il suo profondo affetto per Katara. Quasi al punto della vera illuminazione, Aang vede una visione di pericolo imminente per Katara e si ritira dal disimpegno, decidendo immediatamente di tornare da lei e proteggerla a tutti i costi, anche se il Guru Pathik avverte che questo potrebbe lasciare chiuso l'ultimo chakra di Aang, compromettendo la sua capacità di accedere in modo sicuro allo stato Avatar.

## Il Regno della Terra è sconfitto
- Titolo originale: The Crossroads of Destiny
- Diretto da: Michael Dante DiMartino
- Scritto da: Aaron Ehasz

### Trama
Aang, Sokka e Toph si dirigono verso Ba Sing Se. Long Feng viene rilasciato, mentre Zuko si prepara a catturare l'Avatar. Azula però lo ferma e lo imprigiona sottoterra, trattenendolo per un po', e in seguito prende il controllo del Dai Li (e quindi Ba Sing Se), spiegando di ammirare la sua brutale disciplina. Zuko incontra Katara per la prima volta al di fuori dei suoi tentativi di catturare Aang, e scoprono che condividono molto in comune. Quando Aang viene aiutato da Iroh a raggiungere Katara, e Iroh mette in disparte il nipote e la fa considerare attentamente il percorso che le sue prossime azioni gli faranno scattare, sperando che il principe abbraccerà la sua innata luce interiore e abbandonerà la brutalità di suo padre ha cercato di imprimergli. Sopraggiunge però Azula, che blocca Iroh e dà a Zuko la scelta se vivere come principe o come traditore. Zuko raggiunge Aang e Katara, che combattono contro Azula, e sceglie di aiutare la sorella con lo sgomento degli altri. Nella battaglia che segue, Aang, conscio di dover lasciare andare Katara per compiere il suo destino, raggiunge lo stato Avatar tramite la meditazione, ma Azula lo colpisce con un fulmine, colpendo esattamente la posizione del Chakra. Iroh interviene e ritarda Azula, Zuko e il Dai Li abbastanza a lungo da permettere a Katara di scappare insieme all'esanime Aang, per poi arrendersi e farsi imprigionare come traditore della Nazione del Fuoco. Katara usa una fiala di acqua spirituale che le è stata donata dalla pozza degli spiriti dopo l'Assedio del Nord per salvare Aang, e la squadra, insieme al deposto Re della Terra Kuei, fugge da Ba Sing Se, ora nelle mani della Nazione del Fuoco dopo un secolo di resistenza.